# Abi Ofarim

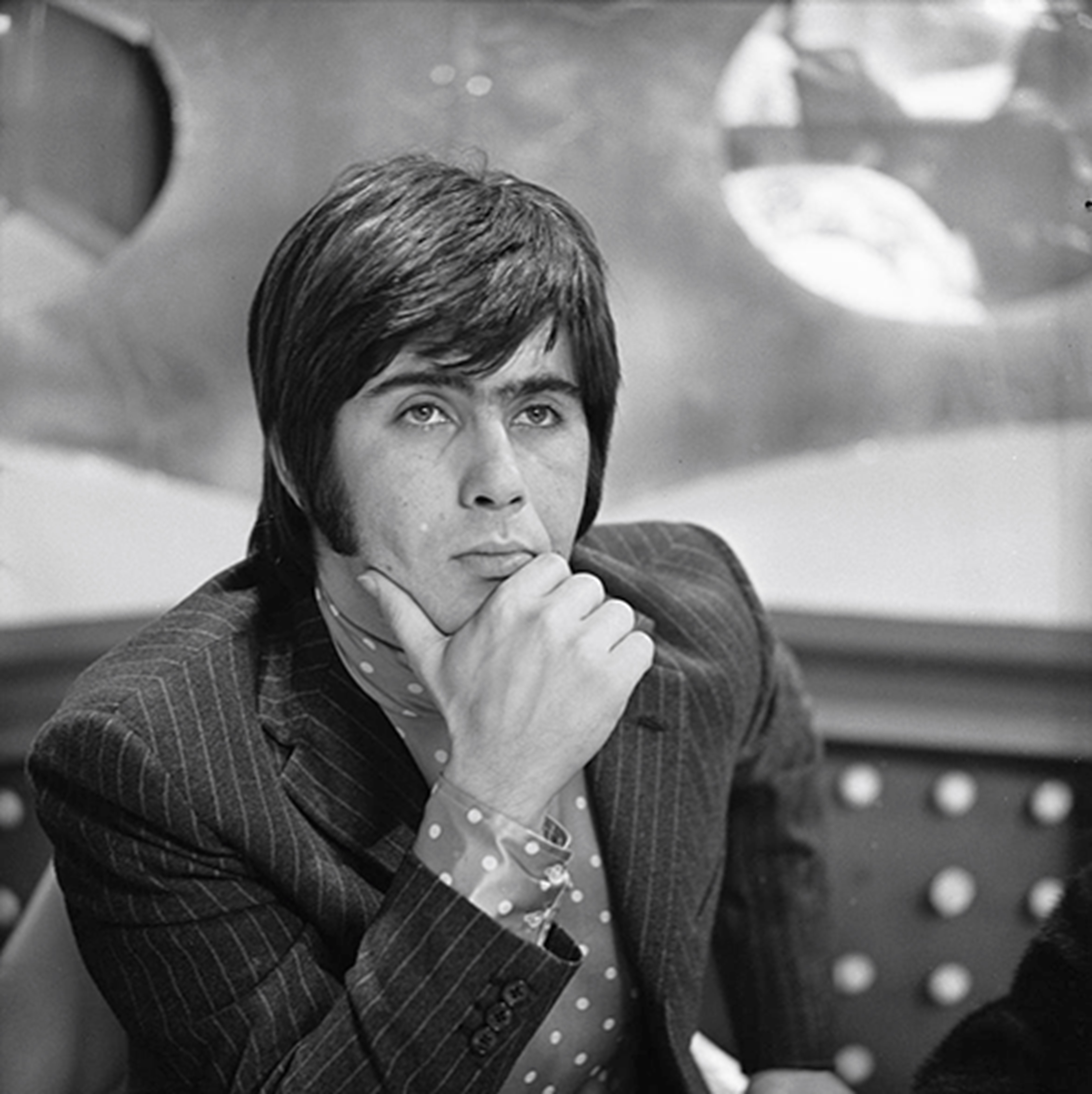
Abi Ofarim (1968)

Abi Ofarim (hebräisch אבי עופרים Avi Ofarim; geboren am 5. Oktober 1937 als Abraham Reichstadt in Safed, Völkerbundsmandatsgebiet Palästina; gestorben am 4. Mai 2018 in München) war ein israelischer Sänger, Gitarrist, Musikproduzent, Tänzer und Choreograph. Er wurde von 1959 bis 1969 zusammen mit seiner damaligen Frau Esther als Teil des Gesangsduos Esther & Abi Ofarim international bekannt und erhielt im Laufe seiner Karriere 59 Goldene Schallplatten.

## Leben

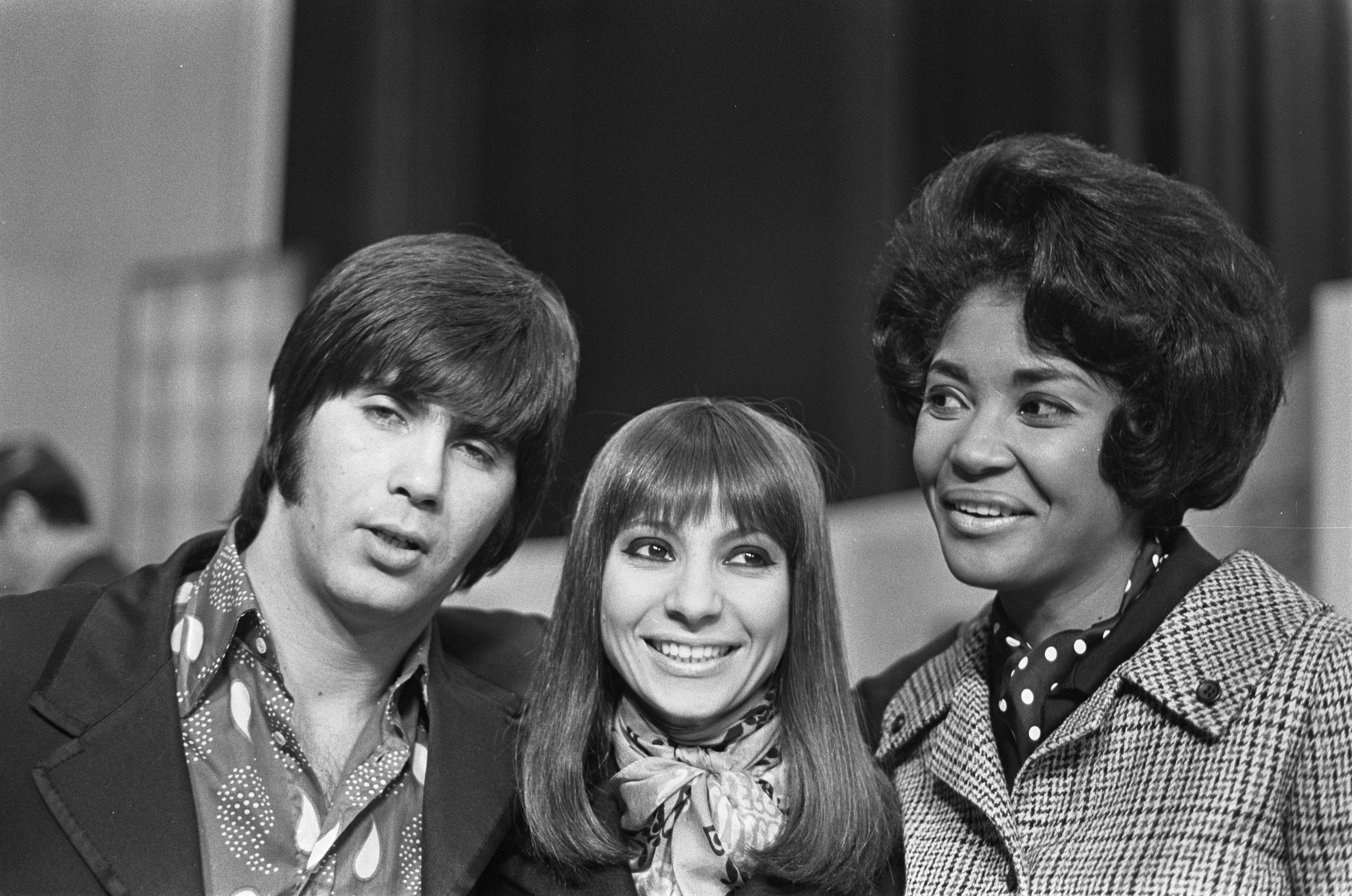
Abi Ofarim mit Esther Ofarim und Nancy Wilson (1968)

### Kindheit und Jugend
Seine Kindheit und Jugend verbrachte Ofarim unter unsteten, teils kargen Bedingungen. Sein Großvater stammte aus Österreich. Sein Vater starb früh, und er entwickelte eine enge Bindung zu seiner Mutter. Bereits als Jugendlicher forcierte er eine künstlerische Karriere: Mit zwölf besuchte er eine Ballettschule; mit fünfzehn Jahren stand er in Haifa das erste Mal auf der Bühne. Mit siebzehn arbeitete er als Choreograph; im Alter von achtzehn Jahren unterhielt er ein eigenes Tanzstudio. Hinzu kamen Jobs als Fabrikarbeiter sowie zwei kleine Filmrollen. Seinen Militärdienst bei der israelischen Armee absolvierte er als Mitglied einer Theatergruppe, die der Truppenbetreuung diente und in der er unter anderem Akkordeon spielte.

### Esther & Abi Ofarim
Im Jahr 1959 wurde im Anschluss an ihren gemeinsam verbrachten Wehrdienst das Gesangsduo Esther & Abi Ofarim gegründet. Dessen erster Auftritt fand im hebräischen Theaterklub am israelischen Nationaltheater Habimah in Tel Aviv statt, an dem Abi Ofarim als Tänzer und Esther Ofarim als Sängerin engagiert waren; beide waren zu dieser Zeit bereits ein Liebespaar. Das Duo begann mit folkloristischen Liedern, wobei Esther in der Regel den Gesangspart übernahm, während Abi Gitarre spielte und für den dunklen Begleitgesang zu ihrer hellen Stimme sorgte. Ab Mitte der 1960er waren sie stetig in den Hitparaden präsent. Das Repertoire reichte von anspruchsvollen Schlagern über Chansons bis hin zu folkloristischen Stücken sowie Coverversionen international bekannter Folksongs. Das letzte gemeinsame Konzert fand im März 1969 in Köln statt. Im selben Jahr trennte sich das Paar, 1970 ließ es sich scheiden.

### Solo-Karriere
Ende der 1960er Jahre war Abi Ofarim mit der Schauspielerin Iris Berben liiert. Nach der Trennung von Esther Ofarim zog er nach London und versuchte, dort im Musikgeschäft Fuß zu fassen. 1972 zog er nach München. Dort betätigte er sich weiter als Manager, Komponist, Produzent und Schauspieler. Mit dem Musiker Tom Winter gründete er das kurzlebige Duo Ofarim & Winter, das eine gleichnamige kaum beachtete LP veröffentlichte. Beide Musiker hatten sämtliche Lieder der LP geschrieben, arrangiert und produziert.
Ofarims Management der Kölner Rockformation Can war von Konflikten geprägt: Die Gruppe kündigte ihm wegen Nichterfüllung von Leistungen. Dauerhaftere Präsenz gelang Ofarim mit dem von ihm gegründeten Schallplatten-Label PROM. In den 1970er Jahren produzierte es eine Reihe von Künstlern der Genres Schlager, Popmusik und Chanson – darunter Peter Petrel, Mike Brant, Vivi Bach sowie die Komödiantin Ingrid Steeger, die 1975 mit Unterstützung Ofarims eine Platte mit Songs aus der Comedy-Sendung Klimbim aufnahm. Als Produzentinnen bei PROM waren Anja Hauptmann und Suzanne Doucet tätig. Darüber hinaus förderte Ofarim die Karriere der Chansonsängerin und früheren Balletttänzerin Margot Werner. Im Januar 1979 wurde Ofarim wegen Drogenbesitzes und des Verdachts auf Steuerhinterziehung verhaftet. Er verbrachte vier Wochen in der JVA Stadelheim in Untersuchungshaft und wurde später zu einer Bewährungsstrafe von einem Jahr verurteilt.
Nach Überwindung seiner Drogensucht versuchte Ofarim weiterhin, sich im Musikgeschäft zu halten. 1982 erschien das Album Much Too Much. Single-Auskoppelung daraus war das Stück Mama, Oh Mama. Als B-Seite diente Viva la feria, ein Stück, das noch aus der Ära des Duos mit Esther Ofarim stammte. Im selben Jahr erschien eine erste Autobiografie Ofarims mit dem Titel Der Preis der wilden Jahre. In den Folgejahren beschränkte er sich auf die Produzentenrolle. So produzierte er 1988 die Maxi-Single Langsam (wird alles besser) des Berliner Schauspielers Rolf Zacher. Darüber hinaus engagierte er sich für die Musikerkarriere seines Sohnes, Gil Ofarim. Erst 2009 erschien nach 27 Jahren Pause ein neues Album von Abi Ofarim, Too Much of Something. Aufgenommen wurde es in Israel; die Produktion sowie das Engagement von Musikern in Tel Aviv finanzierte Ofarim selbst. Seine Söhne Gil (mit dem Titel Goodbye)  und Tal waren an den Aufnahmen ebenfalls beteiligt.

### Späteres Leben und Tod
Im Jahr 2010 veröffentlichte Ofarim ein weiteres autobiografisches Buch, Licht & Schatten. Öffentlich – so auch in einem Künstlerporträt 2010 in der Süddeutschen Zeitung – äußerte er sich über seinen wechselhaften künstlerischen Erfolg abgeklärt. Zum Thema Religion äußerte er 2014 in der Jüdischen Allgemeinen, dass er sich zwar als gläubig betrachte, jedoch nicht im dogmatischen, orthodoxen Sinn.
Im April 2014 eröffnete er zusammen mit seiner Lebensgefährtin Kirsten Schmidt eine soziale Begegnungsstätte für Senioren. Die Schirmherrschaft für das Projekt, das sich als „Jugendzentrum für Senioren“ versteht, übernahm der ehemalige Münchner Oberbürgermeister Christian Ude.
Abi Ofarim starb 2018 nach langer schwerer Krankheit im Alter von 80 Jahren in seiner Wohnung in München-Schwabing. Er wurde auf dem Neuen Israelitischen Friedhof in München-Freimann beigesetzt.

## Auszeichnungen
- 1964: Goldene Rose von Montreux: Silberne Rose, gemeinsam mit Esther Ofarim

## Diskografie

### Esther & Abi Ofarim
- Foibles & Fables (1962; Israphon)
- Songs der Welt (1963; Philips)
- Neue Songs der Welt (1965; Philips, Stern Musik)
- Melodie einer Nacht (1965; Philips)
- Das neue Esther & Abi Ofarim Album (1966; Philips, Stern Musik)
- Sing! (1966; Philips)
- Songs From Israel (1966; Philips)
- Shalom Israeli Songs By Esther & Abi Ofarim (1966; Philips)
- Noch einen Tanz (1966; Philips)
- Sing Hallelujah! (1966; Litratone)
- 2 in 3 (1967; Philips)
- Cinderella Rockefella (1967; Philips)
- Up To Date (1968; Philips)
- Look At Me (1968; Philips)
- Ofarim Concert – Live 1969 (1969; Philips)

### Ofarim & Winter
- Ofarim & Winter (1973; CBS)

### Abi Ofarim
- Much Too Much (1982; RCA)
- Mama, Oh Mama / Viva la feria (2007; White Records, Single)
- Too Much Of Something (2009; Sony)